# Rosario
Rosario – miasto we wschodniej Argentynie, w prowincji Santa Fe, na prawym brzegu Parany. W 2010 roku liczyło ok. 948 tys. mieszkańców. Trzecie co do wielkości miasto kraju. Ważny ośrodek finansowy i przemysłowy (przemysł spożywczy, metalowy, chemiczny, papierniczy, maszynowy), port handlowy dostępny dla statków oceanicznych, węzeł kolejowy i drogowy (Droga Panamerykańska). W mieście działa uniwersytet, mieszczą się tu także liczne biblioteki i muzea. Na obrzeżach mieści się port lotniczy. Najbardziej znane budowle to Pałac Miejski (1896), katedra (koniec XIX wieku) i pomnik El Monumento Nacionale a la Bandera (1957). W mieście znajduje się polski konsulat honorowy, a także siedziba Free Software Foundation Latin America. 
W 1689 roku wojskowy Luis Romero de Pineda nabył tutejsze dobra, na których założył osadę Pago de los Arroyos. W 1725 roku nadano jej nazwę Rosario. W 1731 roku wzniesiono kościół Nuestra Señora del Rosario (Matki Boskiej Różańcowej), wokół którego rozwinęło się centrum. Podczas walk o niepodległość Argentyny miejscowość była kilkakrotnie niszczona, najpoważniej w 1819 i 1829 roku. W 1852 roku nadano prawa miejskie. W drugiej połowie XIX wieku, po oddaniu do użytku linii kolejowej do Córdoby, miasto przeżywało szybki rozwój jako ważny port, który umożliwiał wywóz produktów rolnych z głębi kraju. Na początku XX wieku był to największy port Argentyny i jeden z większych portów zbożowych na świecie. W 1968 roku otwarto w Rosario uniwersytet.

## Urodzeni w Rosario
- Luis Armando Collazuol – argentyński duchowny katolicki, biskup Concordii
- Ángel Correa – argentyński piłkarz
- José Cura – argentyński tenor, dyrygent
- Ángel Di María – argentyński piłkarz
- Lucio Fontana – argentyński malarz i rzeźbiarz, pochodzenia włoskiego
- Che Guevara – latynoamerykański rewolucjonista, pisarz
- Mauro Icardi – argentyński piłkarz
- Lionel Messi – argentyński piłkarz
- Bartłomiej Moszoro – argentyński ekonomista. Konsul honorowy RP w Rosario
- Stefan Moszoro-Dąbrowski – wikariusz regionalny Prałatury Personalnej Opus Dei w Polsce
- Nadia Podoroska – argentyńska tenisistka,
- Lionel Scaloni – argentyński piłkarz, trener i selekcjoner.